# Brza cesta B4
Die Brza cesta B4 (bosnisch/kroatisch für ‚Schnellstraße B4‘) ist eine geplante autobahnähnliche Straße (Schnellstraße) in Bosnien und Herzegowina. Sie soll von Sarajevo über Goražde nach Metaljka führen und umfasst unter anderem den in Bau befindlichen Tunnel Hranjen zwischen den Tälern der Prača und der Drina.